# Тея (Северо-Енисейский район)
Те́я — посёлок в Северо-Енисейском районе Красноярского края России.
До 2001 года на уровне муниципального устройства и до 2005 года на уровне административно-территориального устройства в подчинении Теи находился посёлок Суворовский, вместе они образовывали муниципальное образование (административно-территориальную единицу) посёлок (рабочий посёлок) Тея.
Законом от 18 февраля № 13-3017 предполагалось образование городского поселения посёлок Тея.
14 октября 2005 года вышел Федеральный закон № 6-ФКЗ «Об образовании в составе Российской Федерации нового субъекта Российской Федерации в результате объединения Красноярского края, Таймырского (Долгано-Ненецкого) автономного округа и Эвенкийского автономного округа», согласно которому новый регион образовывался в результате объединения 1 января 2007 года, позволявший (статья 17 ч. 4) Северо-Енисейский район как муниципальное образование наделить статусом муниципального района без наделения поселений, находящихся в границах территории Северо-Енисейского района, статусом городского или сельского поселения.
13 декабря 2005 года на сессии Законодательного собрания был принят Закон № 16-4196 «О внесении изменений в Закон края „Об установлении границ и наделении соответствующим статусом муниципального образования Северо-Енисейский район и образованных в его границах иных муниципальных образований“».

## География
Располагается на реке Тея.

## История
Уже в 1932 году здесь была пущена электростанция. В 1946 начали строительство механических мастерских. «ЦРММ» является одним из звеньев, относящимся к ООО «Прииску Дражному». С 1964 года в посёлке стала работать геологоразведочная экспедиция Северная.
Статус рабочего посёлка (посёлка городского типа) — с 1957 по 2013 год.
С 5 декабря 2013 года — посёлок.

## Население
| 1959  | 1970  | 1979  | 1989  | 2002  | 2007  | 2009  |
| ----- | ----- | ----- | ----- | ----- | ----- | ----- |
| 3330  | ↘2104 | ↗2343 | ↗2428 | ↘1675 | ↘1541 | ↘1524 |
| 2010  | 2012  | 2013  |       |       |       |       |
| ↗1534 | ↘1506 | ↘1501 |       |       |       |       |

Второй по величине посёлок района.

## Инфраструктура
Сегодня в Тее действует несколько магазинов (7 продуктовых, 2 промышленных), имеется клуб, пекарня, участковая больница, средняя школа, здание администрации, ветеринарный пункт. Работает почта, отделение Сбербанка. Клуб является центром культурной жизни посёлка: в нём проводятся концерты, посвящённые основным праздникам, работает студия «Шанс», которая открывает молодые таланты в певческом искусстве, работают танцевальные ансамбли. В настоящее время в посёлке Тея действует новая больница, к которой присоединён дом престарелых, в нем созданы условия для жизни пожилых людей. Недавно была построена и открыта общественная баня. Восемь лет назад[когда?]

 в посёлке 1 сентября произошло важное для всех жителей событие — открытие школы. На этом открытии присутствовал сам губернатор Красноярского края Александр Лебедь.